# Nova Ponente
Nova Ponente (Deutschnofen) é uma comuna italiana da região do Trentino-Alto Ádige, província de Bolzano, com cerca de 3.566 habitantes. Estende-se por uma área de 112 km², tendo uma densidade populacional de 32 hab/km². Faz fronteira com Aldino, Bolzano, Bronzolo, Cornedo all'Isarco, Laives, Nova Levante, Predazzo (TN), Tesero (TN), Varena (TN).

## Demografia
| Variação demográfica do município entre 1861 e 2011                               |
|                                                                                   |
| Fonte: Istituto Nazionale di Statistica (ISTAT) - Elaboração gráfica da Wikipedia |

## Línguas
Distribuição das línguas oficias sudtiroleses:
- Alemão: 97,1%
- Italiano: 2,5%
- Ladino: 0,4%